# Рэйб, Лили
Ли́ли Рэйб (англ. Lily Rabe; род. 29 июня 1982, Нью-Йорк, США) — американская актриса. Номинантка на премию «Тони». Наиболее известна по участию в сериале «Американская история ужасов» (2011—2021).

## Ранние годы
Рэйб родилась в Верхнем Вест-Сайде, Нью-Йорк, в семье актрисы Джилл Клейберг и драматурга Дэвида Рэйба. У неё есть два младших брата — Майкл, являющийся актёром и драматургом, а также Джейсон, являющийся музыкантом. Её отец — католик, а дед по материнской линии был евреем, бабушка актрисы по материнской линии была протестанткой. Сначала Рэйб жила в Бедфорде, а после переехала в Лейквилл, штат Коннектикут, там она училась в школе Хотчкисс.
Рэйб занималась танцами на протяжении десяти лет. Она преподавала балет в летней программе в Коннектикуте, вскоре к ней подошёл преподаватель программы, который попросил её прочитать монолог из спектакля «Преступления сердца». Она утверждает, что «это был тот самый момент, который заставил меня задуматься: может быть это то, что я хочу делать». Затем Рэйб отправилась на учёбу в Северо-Западный университет, который окончила в 2004 году.

## Карьера
Актёрская карьера Лили Рэйб началась с главной роли в фильме «Никогда больше», в 2001 году. В 2005 году Лили Рэйб дебютировала на Бродвее в пьесе «Стальные магнолии» сыграв роль Аннетт. За своё выступление в постановке она была номинирована на премию «Драма Деск» за лучшую женскую роль второго плана в пьесе. После она выступала в пьесах «Холоднее, чем здесь» и «Американский план» и «Разбитый дом».
В 2010 году она сыграла главную роль в пьесе Уильяма Шекспира, «Венецианский купец», вместе с Аль Пачино. Режиссёром постановки стал Дэниэл Джей Салливан. Лили Рэйб сыграла роль Порши, которую она описала как «одну из великих женских ролей». За эту роль она получила похвалу от критиков и номинации на премии «Тони» и «Драма Деск».
Лили Рэйб появилась в нескольких фильмах и телешоу. На большом экране она появилась в фильмах «Улыбка Моны Лизы» (2003), «Вкус жизни» (2007), «Однажды в Голливуде» (2008) и «Всё самое лучшее» (2010). Она была гостем в нескольких телесериалах, таких как «Закон и порядок: Специальный корпус» (2006), «Части тела» (2008), «Хорошая жена» (2011), а также «Медиум» (2008), в котором актриса сыграла роль женщины-серийной убийцы, притворяющейся жертвой.
В 2011 году Райан Мерфи пригласил Рэйб на роль Норы Монтгомери в первый сезон своего телесериала-антологии «Американская история ужасов». Из-за хороших отзывов от критиков актриса была приглашена сыграть одну из главных ролей во втором сезоне сериала, вместе с четырьмя другими актёрами первого сезона, которые также сыграли новые роли. Рэйб сыграла роль сестры Мэри Юнис и дьявола одновременно. Также она снялась в третьем сезоне сериала в роли загадочной Мисти Дэй, которая способна воскрешать мертвых. В пятом сезоне актриса сыграла роль серийной убийцы Эйлин Уорнос, а в шестом роль Шелби Миллер.
Летом 2012 года было объявлено, что Рэйб сыграет роль Мэри Пикфорд, первой звезды Голливуда и немого кино, в биографическом фильме «Первая». Сценарий фильма основан на книге Айлин Уитфилд «Пикфорд: Женщина, создавшая Голливуд».
В 2013 году Рэйб была утверждена на одну из ролей в фильмах «Голодные игры: Сойка-пересмешница. Часть 1 и Часть 2», однако покинула съемки второго фильма из-за занятости в тот момент в Бродвейской пьесе. Также она снялась в биографическом фильме, «Жертвуя пешкой» (2014), основанном на жизни Бобби Фишера, где сыграла его сестру, а также исполнила главную роль в триллере «Вуаль» (2016).
Также в 2014 году, Рэйб была приглашена на ведущую роль в телесериал канала ABC, «Шёпот». Премьера телесериала состоялась 1 июня 2015 года, но после выхода первого сезона, 19 октября 2015 года, было объявлено о его закрытии. В 2017 году актриса сыграла небольшие роли в фильмах «Лжец, Великий и Ужасный» и «Золотые выходы».

## Личная жизнь
С 2013 года Рэйб состоит в отношениях с актёром Хэмишем Линклейтером. У пары есть двое детей.

## Фильмография
| Год       |    | Русское название                           | Оригинальное название                 | Роль                            |
| --------- | -- | ------------------------------------------ | ------------------------------------- | ------------------------------- |
| 2001      | ф  | Никогда больше                             | Never Again                           | Тэсс                            |
| 2003      | ф  | Улыбка Моны Лизы                           | Mona Lisa Smile                       | студентка                       |
| 2005      | с  | Закон и порядок: Преступное намерение      | Law & Order: Criminal Intent          | Сиена Ботмэн                    |
| 2006      | ф  | Преступление                               | A Crime                               | Софи                            |
| 2006      | с  | Закон и порядок: Специальный корпус        | Law & Order: Special Victims Unit     | Ники                            |
| 2007      | ф  | Вкус жизни                                 | No Reservations                       | Бернадетт                       |
| 2008      | ф  | Однажды в Голливуде                        | What Just Happened                    | девушка                         |
| 2008      | ф  | Тактика                                    | The Toe Tactic                        | Мона Пик                        |
| 2008      | с  | Части тела                                 | Nip/Tuck                              | Лэнни Эйнга                     |
| 2008      | с  | Медиум                                     | Medium                                | Джоанна Уиллер                  |
| 2009      | с  | Последний из Девятой                       | Last of the Ninth                     | Мэри Бирн                       |
| 2010      | с  | Спасите Грейс!                             | Saving Grace                          | Сара Кален                      |
| 2010      | с  | Закон и порядок                            | Law & Order                           | Андреа Уитон                    |
| 2010      | ф  | Слабость                                   | Weakness                              | Кэтрин Браун                    |
| 2010      | ф  | Всё самое лучшее                           | All Good Things                       | Дебора Лерман                   |
| 2011      | ф  | Письма от Большого человека                | Letters from the Big Man              | Сара                            |
| 2011      | с  | Хорошая жена                               | The Good Wife                         | Пэтра Морец                     |
| 2011      | с  | Стратегия Выхода                           | Exit Strategy                         | Натали Клейтон                  |
| 2011      | с  | Американская история ужасов: Дом-убийца    | American Horror Story: Murder House   | Нора Монтгомери                 |
| 2012      | ф  | Погашение тропы                            | Redemption Trail                      | Анна Коул                       |
| 2012—2013 | с  | Американская история ужасов: Психбольница  | American Horror Story: Asylum         | сестра Мэри Юнис Макки / Дьявол |
| 2013      | ф  | Последствия                                | Aftermath                             | Саманта                         |
| 2013—2014 | с  | Американская история ужасов: Шабаш         | American Horror Story: Coven          | Мисти Дэй                       |
| 2014      | ф  | Жертвуя пешкой                             | Pawn Sacrifice                        | Джоан Фишер                     |
| 2014      | с  | Американская история ужасов: Фрик-шоу      | American Horror Story: Freak Show     | сестра Мэри Юнис Макки          |
| 2015      | с  | Шёпот                                      | The Whispers                          | Клэр Бенниган                   |
| 2015—2016 | с  | Американская история ужасов: Отель         | American Horror Story: Hotel          | Эйлин Уорнос                    |
| 2016      | ф  | Вуаль                                      | The Veil                              | Сара Хоуп                       |
| 2016      | ф  | Мисс Стивенс                               | Miss Stevens                          | Рэйчел Стивенс                  |
| 2016      | с  | Американская история ужасов: Роанок        | American Horror Story: Roanoke        | Шелби Миллер                    |
| 2017      | ф  | Золотые выходы                             | Golden Exits                          | Сэм                             |
| 2017      | ф  | Сон в летнюю ночь                          | A Midsummer Night's Dream             | Хелена                          |
| 2017      | тф | Лжец, Великий и Ужасный                    | The Wizard of Lies                    | Кэтрин Хупер                    |
| 2017      | мс | Обычное шоу                                | Regular Show                          | Эйлин                           |
| 2017      | мс | Вольтрон: Легендарный защитник             | Voltron: Legendary Defender           | Хонерва                         |
| 2018      | ф  | В поисках Стива Маккуина                   | Finding Steve McQueen                 | Шерон Прайс                     |
| 2018      | ф  | Власть                                     | Vice                                  | Элизабет Чейни                  |
| 2018      | с  | Легион                                     | Legion                                | Джоан Баррет                    |
| 2018      | с  | Американская история ужасов: Апокалипсис   | American Horror Story: Apocalypse     | Мисти Дэй                       |
| 2019      | с  | Американская история ужасов: 1984          | American Horror Story: 1984           | Лавиния Рихтер                  |
| 2019      | ф  | Перелом                                    | Fractured                             | Джоанн Монро                    |
| 2020      | с  | Отыграть назад                             | The Undoing                           | Сильвия Стайнец                 |
| 2021      | с  | Расскажи мне свои секреты                  | Tell Me Your Secrets                  | Эмма Холл / Карен Миллер        |
| 2021      | с  | Подземная железная дорога                  | The Underground Railroad              | Этель                           |
| 2021      | с  | Американская история ужасов: Двойной сеанс | American Horror Story: Double Feature | Дорис Гарднер / Амелия Эрхарт   |
| 2021      | ф  | Нежный бар                                 | The Tender Bar                        | Дороти Мёрингер                 |
| 2022      | с  | Первая леди                                | First Lady                            | Лорена Хикок                    |
| 2023—2024 | с  | Терапия                                    | Shrinking                             | Мег                             |
| 2023      | с  | Любовь и смерть                            | Love & Death                          | Бетти Гор                       |
| 2023      | ф  | Сова в центре города                       | Downtown Owl                          | Джулия Рабия                    |
| 2024      | ф  | Великая Лилиан Холл                        | The Great Lillian Hall                | Маргарет Таннер                 |
| 2024      | с  | Презумпция невиновности                    | Presumed Innocent                     | доктор Лиз Раш                  |

## Театр
| Год       | Русское название     | Оригинальное название  | Роль              |
| --------- | -------------------- | ---------------------- | ----------------- |
| 2005      | Холоднее, чем здесь  | Colder Than Here       | Дженна Брэдли     |
| 2005      | Стальные магнолии    | Steel Magnolias        | Анна Дюпюи-Десото |
| 2006      | Горе дома            | Heartbreak House       | Элли Данн         |
| 2008      | Преступления сердца  | Crimes of the Heart    | Бэйб Ботрель      |
| 2009      | Американский план    | The American Plan      | Лили Адлер        |
| 2010–2011 | Венецианский купец   | The Merchant of Venice | Порша             |
| 2011–2012 | Семинар              | Seminar                | Кейт              |
| 2011      | Кукольный дом        | A Doll's House         | Нора Хельмер      |
| 2012      | Как вам это нравится | As You Like It         | Розалинд          |
| 2013      | Мисс Джули           | Miss Julie             | мисс Джули        |
| 2014      | Много шума из ничего | Much Ado About Nothing | Беатрис           |
| 2015      | Цимбелин             | Cymbeline              | Имоджен           |

## Награды и номинации
| Год  | Ассоциация                            | Категория                                                   | Работа                                    | Результат |
| ---- | ------------------------------------- | ----------------------------------------------------------- | ----------------------------------------- | --------- |
| 2005 | Премия «Драма Деск»                   | Лучшая женская роль второго плана в пьесе                   | Стальные магнолии                         | Номинация |
| 2011 | Премия «Драма Деск»                   | Лучшая женская роль в пьесе                                 | Венецианский купец                        | Номинация |
| 2011 | Премия «Тони»                         | Лучшая женская роль в пьесе                                 | Венецианский купец                        | Номинация |
| 2013 | Премия «Выбор телевизионных критиков» | Лучшая женская роль второго плана в фильме или мини-сериале | Американская история ужасов: Психбольница | Номинация |
| 2016 | Премия фестиваля «South by Southwest» | Приз жюри за лучшую женскую роль                            | Мисс Стивенс                              | Победа    |
| 2019 | Премия «Выбор кинокритиков»           | Лучший актёрский состав в игровом кино                      | Власть                                    | Номинация |